# Baličevac
Baličevac (en serbe cyrillique : Баличевац) est une localité de Serbie située dans la municipalité de Merošina, district de Nišava. Au recensement de 2011, elle comptait 1 144 habitants.
Baličevac est officiellement classé parmi les villages de Serbie.

## Démographie

### Évolution historique de la population
| 1948  | 1953  | 1961  | 1971  | 1981  | 1991  | 2002  | 2011  |
| ----- | ----- | ----- | ----- | ----- | ----- | ----- | ----- |
| 1 290 | 1 374 | 1 372 | 1 322 | 1 291 | 1 268 | 1 185 | 1 144 |

|  |